# المپیک تابستانی ۱۹۷۲
المپیک تابستانی ۱۹۷۲ (در انگلیسی: Games of the XX Olympiad) که به‌طور رسمی با نام «بازی‌های المپیاد بیستم» شناخته می‌شود، از ۲۶ اوت ۱۹۷۲ تا ۱۱ سپتامبر ۱۹۷۲ میلادی در شهر مونیخ در آلمان غربی و با حضور ۷٬۱۱۳ ورزشکار زن و مرد از ۱۲۱ کشور جهان و در ۲۱ رشته ورزشی برگزار شد.
بازی‌های المپیک تابستانی ۱۹۷۲ مونیخ، پس از بازی‌های المپیک تابستانی ۱۹۳۶ برلین، دومین میزبانی کشور آلمان را به همراه آورد. در این المپیک رشته تیراندازی با کمان پس از ۵۲ سال دوری از بازی‌های المپیک، و هندبال که‌اخرین بار در المپیک ۱۹۳۶ برگزار شده بود، دوباره به برنامه بازی‌ها اضافه شدند. قایقرانی کانو در آب‌های خروشان برای اولین بار به برنامه مسابقات اضافه شد و بدمینتون و موج‌سواری هم به عنوان ورزش نمایشی در مسابقات المپیک برگزار شدند.
ورزشگاه بزرگ و مجهز المپیک مونیخ، استخر سرپوشیده، پیست تارتان، پوشش گسترده خبری و پخش زنده جریان بازی‌های المپیک از رادیو و تلویزیون و حضور بیش از ۴٬۰۰۰ خبرنگار و گزارشگر ورزشی، شکوهی ویژه به این دوره از بازی‌ها داد.
آلمان غربی با کسب ١٣ مدال طلا نتوانست انتظارات را بر آورده کند، آنها بعد از همسایه شرقی خود که ٢٠ مدال طلا را کسب کرد در مکان چهارم ایستادند.

## انتخاب میزبان
کاندیداها:
1. مونیخ-آلمان غربی
2. مادرید-پادشاهی اسپانیا
3. مونترآل-کانادا
4. دیترویت-ایالات متحده آمریکا

انتخاب: مونیخ
محل رای گیری: رم-ایتالیا

## تاریخچه
مونیخ در ۲۱ آوریل ۱۹۶۶ در رقابت با شهرهای مادرید، مونترال و دیترویت برنده برگزاری المپیک ۱۹۷۲ شد.
با اینکه تمام تلاش مسئولان برگزارکننده المپیک مونیخ، نشان دادن چهره جدیدی از پیشرفت‌های کشور آلمان بدون وارد شدن به سیاست بود، یک واقعه بی‌سابقه و خونین، دهکده المپیک مونیخ را به لرزه درآورد.

## واقعه المپیک مونیخ
در این حادثه که به کشتار المپیک مونیخ معروف شد، هشت فلسطینی عضو سازمان «سپتامبر سیاه» در نیمه شب روز پنجم سپتامبر ۱۹۷۲ به خوابگاه ورزشکاران اسرائیلی مستقر در دهکده المپیک یورش بردند و چند تن از ورزشکاران اسرائیلی را به گروگان گرفتند و چند تن را نیز شبانه کشتند. در نهایت، با دخالت پلیس آلمان این حادثه پس از ۲۳ ساعت و با درگیری در فرودگاه فورستنفلدبروک به پایان رسید. در این درگیری خونین، ۱۱ ورزشکار اسرائیلی، ۵ فلسطینی و چند کماندوی پلیس آلمان نیز کشته شدند.

## جنجال‌ها
- ستاره این دوره از بازی‌ها مارک اسپیتز شناگر آمریکایی بود که توانست ضمن کسب هفت مدال طلا، رکوردهای جهانی ۱۰۰ متر آزاد، ۲۰۰ متر آزاد، ۱۰۰ متر پروانه و ۲۰۰ متر پروانه را جابجا کند تا «ستاره المپیک مونیخ» لقب بگیرد. از آنجایی که او یهودی بود، پیش از پایان بازی‌ها و برای حفظ جان وی از او خواسته شد تا محل بازی‌ها را ترک کند تا مبادا هدف دیگری برای تروریست‌ها قرار گیرد.
- برای اولین بار سوگند المپیک به وسیله نماینده داوران انجام شد.
- فینال رقابت‌های بسکتبال بین آمریکا و شوروی جنجالی‌ترین مسابقه تاریخ این رشته ورزشی بود. در حالی‌که آمریکا ۵۰ به ۴۹ از شوروی پیش بود سه ثانیه پایانی بازی دو بار تکرار شد و شوروی ۵۱ به ۵۰ پیروز شد. آمریکایی‌ها که به داوری معترض بودند از گرفتن مدال نقره خودداری کردند.

## ورزش‌ها
| - ورزش‌های آبی - شیرجه (4) - شنا (29) - واترپلو (1) - تیراندازی با کمان (2) - دو و میدانی (38) - بسکتبال (1) - بوکس (11) | - کانو و کایاک - آب‌های آرام (7) - اسلالوم (4) - دوچرخه‌سواری - جاده (2) - پیست (5) - سوارکاری - درساژ (2) - اونتینگ (2) - پرش نمایشی (2) | - شمشیربازی (8) - فوتبال (1) - ژیمناستیک (14) - هندبال (1) - هاکی روی چمن (1) - جودو (6) - پنج‌گانه مدرن (2) - روئینگ (7) | - قایقرانی بادبانی (6) - تیراندازی (8) - والیبال (2) - وزنه‌برداری (9) - کشتی - آزاد (10) - فرنگی (10) |

### ورزش‌های غیررسمی
- بدمینتون
- اسکی روی آب

## کشورهای شرکت کننده
| - افغانستان (۸) - آلبانی (۵) - الجزایر (۵) - آرژانتین (۹۲) - استرالیا (۱۶۸) - اتریش (۱۱۱) - باهاما (۲۰) - باربادوس (۱۳) - بلژیک (۸۸) - برمودا (۹) - بولیوی (۱۱) - برزیل (۸۱) - هندوراس بریتانیا (۱) - بلغارستان (۱۳۰) - میانمار (۱۸) - کامرون (۱۱) - کانادا (۲۰۸) - سیلان (۴) - چاد (۴) - شیلی (۱۱) - کلمبیا (۵۹) - جمهوری کنگو (۶) - کاستاریکا (۳) - کوبا (۱۳۷) - چکسلواکی (۱۸۱) - بنین (۳) - دانمارک (۱۲۶) - جمهوری دومینیکن (۵) - اکوادور (۲) - مصر (۲۳) - السالوادور (۱۱) - اتیوپی (۳۱) - فیجی (۲) - فنلاند (۹۶) - فرانسه (۲۲۷) - گابن (۱) - آلمان شرقی (۲۹۷) - آلمان غربی (۴۲۳) (میزبان) - غنا (۳۵) - بریتانیای کبیر (۲۸۴) - یونان (۶۰) - گواتمالا (۸) - گویان (۳) - هائیتی (۷) - هنگ کنگ (۱۰) - مجارستان (۲۳۲) - ایسلند (۲۵) - هند (۴۱) - اندونزی (۶) - ایران (۴۸) - ایرلند (۵۹) - اسرائیل (۱۴) - ایتالیا (۲۲۴) - ساحل عاج (۱۱) - جامائیکا (۳۳) - ژاپن (۱۸۴) - کنیا (۵۷) - جمهوری خمر (۹) - کره شمالی (۳۷) - کره جنوبی (۴۲) - کویت (۴) - لبنان (۱۹) - لسوتو (۱) - لیبریا (۵) - لیختن‌اشتاین (۶) - لوکزامبورگ (۱۱) - ماداگاسکار (۱۱) - مالاوی (۱۶) - مالزی (۴۵) - مالی (۳) - مالت (۵) - مکزیک (۱۷۴) - موناکو (۵) - مغولستان (۳۹) - مراکش (۳۵) - نپال (۲) - هلند (۱۱۹) - آنتیل هلند (۲) - نیوزیلند (۸۹) - نیکاراگوئه (۸) - نیجر (۴) - نیجریه (۲۵) - نروژ (۱۱۲) - پاکستان (۲۵) - پاناما (۷) - پاراگوئه (۳) - پرو (۲۰) - فیلیپین (۵۳) - لهستان (۲۹۰) - پرتغال (۲۹) - پورتوریکو (۵۳) - رومانی (۱۵۹) - سان مارینو (۷) - عربستان سعودی (۱۰) - سنگال (۳۸) - سنگاپور (۷) - سومالی (۳) - اتحاد شوروی (۳۷۱) - اسپانیا (۱۲۳) - سودان (۲۶) - سورینام (۲) - سوازیلند (۲) - سوئد (۱۳۱) - سوئیس (۱۵۱) - سوریه (۵) - چین (21) - تانزانیا (۱۵) - تایلند (۳۳) - توگو (۷) - ترینیداد و توباگو (۱۹) - تونس (۳۵) - ترکیه (۴۳) - اوگاندا (۳۳) - ایالات متحده آمریکا (۴۰۰) - ولتای علیا (۱) - اروگوئه (۱۳) - ونزوئلا (۲۳) - ویتنام (۲) - جزایر ویرجین (۱۶) - یوگسلاوی (۱۲۶) - زامبیا (۱۱) |

## شمارش مدال‌ها

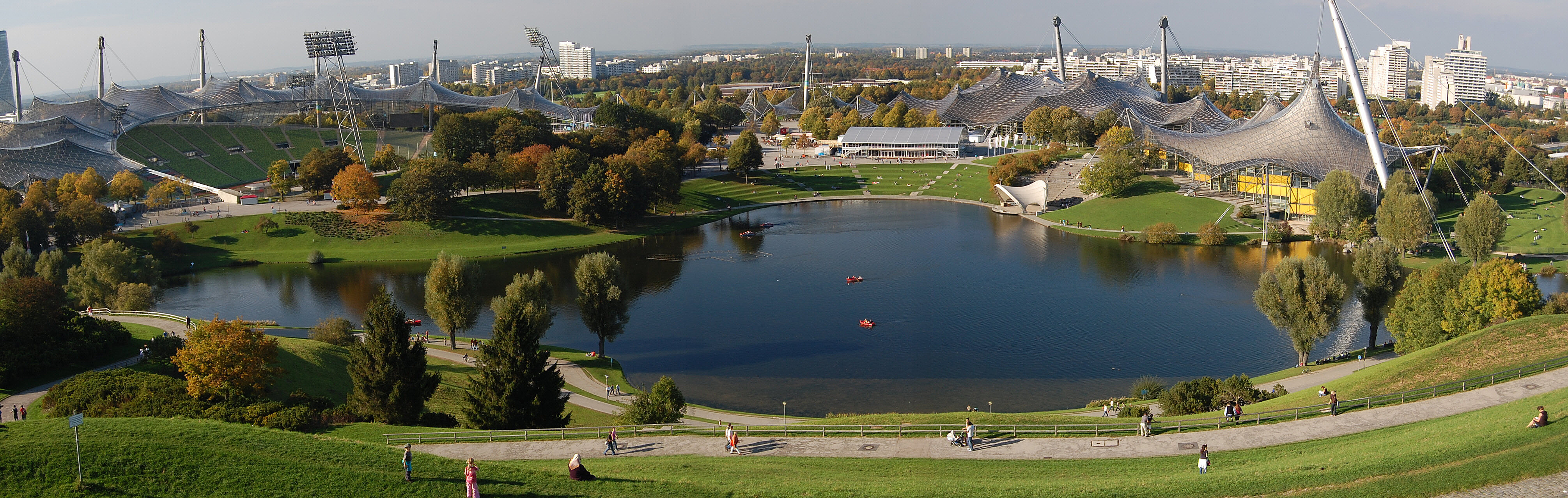
پارک المپیک مونیخ

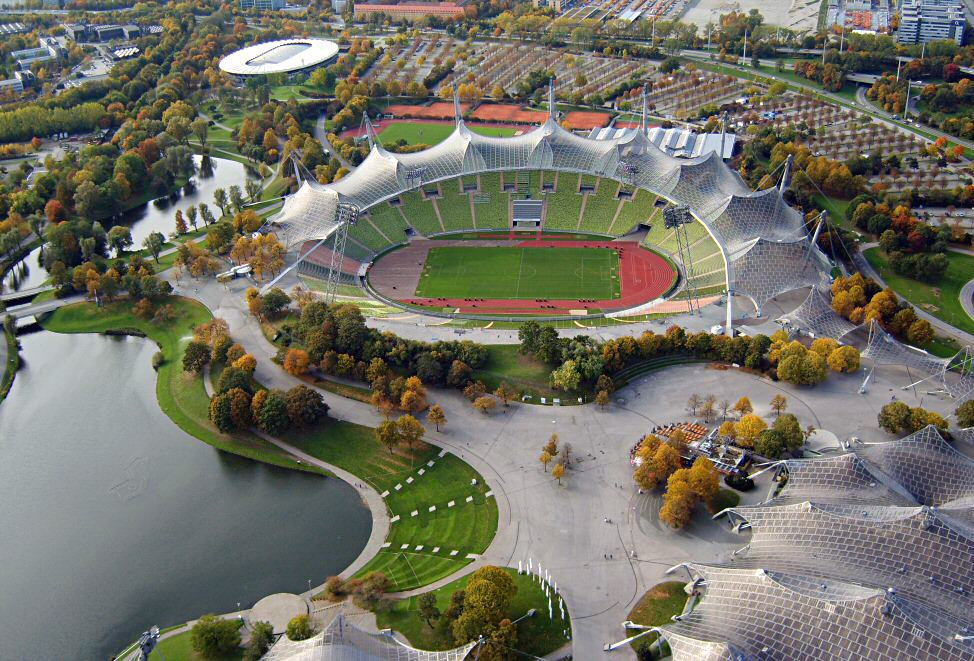
نمایی از ورزشگاه المپیک مونیخ

فهرست زیر شامل ده کشور برتری است که بیشترین امتیاز را در جدول مدال‌ها ازآن خود کردند. آلمان غربی میزبان بازی‌ها توانست به مقام چهارم در جدول شمارش مدال‌ها دست پیدا کند.
کاروان ورزشی ایران موفق شد تا با کسب دو مدال نقره رحیم علی‌آبادی در رشته کشتی فرنگی و محمد نصیری در وزنه‌برداری و برنز ابراهیم جوادی پور در رشته کشتی آزاد به رتبه ۲۸ام رده‌بندی تیمی قناعت کند.
| رتبه | کشورها                      | طلا | نقره | برنز | مجموع |
| ۱    | اتحاد جماهیر شوروی          | ۵۰  | ۲۷   | ۲۲   | ۹۹    |
| ۲    | ایالات متحده آمریکا         | ۳۳  | ۳۱   | ۳۰   | ۹۴    |
| ۳    | آلمان شرقی                  | ۲۰  | ۲۳   | ۲۳   | ۶۶    |
| ۴    | آلمان غربی (میزبان مسابقات) | ۱۳  | ۱۱   | ۱۶   | ۴۰    |
| ۵    | ژاپن                        | ۱۳  | ۸    | ۸    | ۲۹    |
| ۶    | استرالیا                    | ۸   | ۷    | ۲    | ۱۷    |
| ۷    | لهستان                      | ۷   | ۵    | ۹    | ۲۱    |
| ۸    | مجارستان                    | ۶   | ۱۳   | ۱۶   | ۳۵    |
| ۹    | بلغارستان                   | ۶   | ۱۰   | ۵    | ۲۱    |
| ۱۰   | ایتالیا                     | ۵   | ۳    | ۱۰   | ۱۸    |